# Décès en février 2017
Décès
- 2013
- 2014
- 2015
- 2016
- 2017
- 2018
- 2019
- 2020
- 2021

Pour une information complémentaire, voir la page d'aide.

| Date        | Nom                              | Activités                                                                                                 | Âge | Source |
| ----------- | -------------------------------- | --- | --- | ------ |
| 1er février | Jordi Bonàs                      | Artiste peintre et lithographe catalan.                                                                   | 79  |        |
| 1er février | Stig Grybe                       | Acteur suédois.                                                                                           | 88  | (sv)   |
| 1er février | Cor van der Hoeven               | Footballeur international néerlandais.                                                                    | 95  | (nl)   |
| 1er février | Basilio Lami Dozo                | Militaire argentin.                                                                                       | 88  | (es)   |
| 1er février | Étienne Tshisekedi               | Inspecteur des finances et homme politique kino-congolais.                                                | 84  |        |
| 1er février | Pere Verdaguer                   | Écrivain et professeur français.                                                                          | 87  | (ca)   |
| 2 février   | José Antonio Alonso              | Homme d'État espagnol, ministre de l'Intérieur (2004-2006), ministre de la Défense (2006-2008).           | 56  | (es)   |
| 2 février   | Max Lüscher                      | Philosophe et psychologue suisse.                                                                         | 93  | (de)   |
| 2 février   | Predrag Matvejević               | Écrivain, professeur d'université et essayiste yougoslave puis italien.                                   | 84  | (hr)   |
| 2 février   | Shun'ichirō Okano                | Footballeur puis entraîneur japonais, qui fut président de la Fédération japonaise de football.           | 85  | (en)   |
| 3 février   | Dritëro Agolli                   | Poète, écrivain et journaliste albanais.                                                                  | 85  | (en)   |
| 3 février   | Alain Gautré                     | Comédien, clown et marionnettiste français.                                                               | 66  |        |
| 3 février   | Marisa Letícia Lula da Silva     | Première dame du Brésil (2003-2010).                                                                      | 66  | (pt)   |
| 3 février   | Bob Stewart                      | Joueur professionnel canadien de hockey sur glace.                                                        | 66  | (en)   |
| 4 février   | John Gay                         | Scénariste américain.                                                                                     | 92  | (en)   |
| 4 février   | Gervase de Peyer                 | Clarinettiste et chef d'orchestre britannique.                                                            | 90  | (en)   |
| 5 février   | David Axelrod                    | Musicien américain.                                                                                       | 83  | (en)   |
| 5 février   | Claude Bellan                    | Peintre français.                                                                                         | 83  |        |
| 5 février   | Björn Granath                    | Acteur suédois.                                                                                           | 70  | (sv)   |
| 5 février   | Suranjit Sengupta                | Homme politique bangladais.                                                                               | 71  | (en)   |
| 6 février   | Ivar Aronsson                    | Rameur suédois, médaillé d'argent aux Jeux olympiques d'été de 1956.                                      | 88  | (sv)   |
| 6 février   | Irwin Corey                      | Dessinateur et acteur américain.                                                                          | 102 | (en)   |
| 6 février   | David Culver                     | Homme d'affaires canadien.                                                                                | 92  | (en)   |
| 6 février   | Inge Keller                      | Actrice allemande.                                                                                        | 93  | (de)   |
| 6 février   | Djelloul Khatib                  | Combattant de l'indépendance algérienne et haut fonctionnaire algérien.                                   | 80  |        |
| 6 février   | Alec McCowen                     | Acteur britannique.                                                                                       | 91  | (en)   |
| 6 février   | Luis Pedro Santamarina           | Coureur cycliste espagnol.                                                                                | 79  | (es)   |
| 6 février   | Raymond Smullyan                 | Logicien, mathématicien et magicien américain.                                                            | 97  | (en)   |
| 6 février   | Roger Walkowiak                  | Coureur cycliste français, vainqueur du Tour de France 1956.                                              | 89  |        |
| 6 février   | Joost van der Westhuizen         | Rugbyman international sud-africain.                                                                      | 45  | (en)   |
| 7 février   | Svend Asmussen                   | Violoniste danois.                                                                                        | 100 | (da)   |
| 7 février   | Alain Paul Bonnet                | Homme politique français.                                                                                 | 83  |        |
| 7 février   | Valeriu Bularca                  | Lutteur roumain, médaillé d'argent aux Jeux olympiques d'été de 1964.                                     | 85  | (ro)   |
| 7 février   | Louis-François Delisse           | Poète français.                                                                                           | 85  |        |
| 7 février   | Sotsha Dlamini                   | Homme politique swazilandais, Premier ministre (1986-1989).                                               | 76  | (en)   |
| 7 février   | Smaïl Hamdani                    | Homme politique algérien, chef du gouvernement (1998-1999).                                               | 86  |        |
| 7 février   | Richard Hatch                    | Acteur et réalisateur américain.                                                                          | 71  | (en)   |
| 7 février   | Norah McClintock                 | Écrivaine canadienne.                                                                                     | 59  | (en)   |
| 7 février   | Hans Rosling                     | Médecin, théoricien, statisticien et conférencier suédois.                                                | 68  | (sv)   |
| 7 février   | Eusebio Ruvalcaba                | Écrivain et journaliste mexicain.                                                                         | 66  | (es)   |
| 7 février   | Tzvetan Todorov                  | Critique littéraire, sémiologue, philosophe, historien des idées et essayiste français d'origine bulgare. | 77  |        |
| 8 février   | Timothy Behrens                  | Artiste peintre britannique.                                                                              | 79  | (es)   |
| 8 février   | Viktor Chanov                    | Footballeur soviétique.                                                                                   | 57  | (ru)   |
| 8 février   | Gilles Curien                    | Diplomate français, ambassadeur de France.                                                                | 94  |        |
| 8 février   | Mohamud Muse Hersi               | Président du Pount (2005-2009).                                                                           | 79  | (en)   |
| 8 février   | Peter Mansfield                  | Physicien britannique, prix Nobel (2003).                                                                 | 83  | (en)   |
| 8 février   | Ólöf Nordal                      | Avocate et femme politique islandaise.                                                                    | 50  | (en)   |
| 8 février   | Tara Palmer-Tomkinson            | Mannequin et animatrice de télévision britannique.                                                        | 45  | (en)   |
| 8 février   | Steve Sumner                     | Footballeur néo-zélandais.                                                                                | 61  | (en)   |
| 8 février   | Mikhaïl Tolstykh                 | Chef militaire ukrainien.                                                                                 | 36  |        |
| 8 février   | Yoshio Tsuchiya                  | Acteur japonais.                                                                                          | 89  | (en)   |
| 8 février   | Jan Vansina                      | Historien belge et anthropologue de l'Afrique.                                                            | 87  | (en)   |
| 9 février   | Serge Baguet                     | Coureur cycliste belge, champion de Belgique sur route (2005).                                            | 47  |        |
| 9 février   | Claude Geffré                    | Théologien dominicain français.                                                                           | 91  |        |
| 9 février   | Helio Matheus                    | Chanteur et compositeur brésilien.                                                                        | 76  |        |
| 9 février   | Évelyne Pisier                   | Écrivaine et politologue française.                                                                       | 75  |        |
| 9 février   | André Salvat                     | Militaire français, compagnon de la Libération.                                                           | 96  |        |
| 10 février  | Wiesław Adamski                  | Sculpteur polonais.                                                                                       | 69  | (pl)   |
| 10 février  | Edward Bryant                    | Écrivain américain de science-fiction et d'horreur.                                                       | 71  | (en)   |
| 10 février  | Mike Ilitch                      | Homme d'affaires américain.                                                                               | 87  |        |
| 10 février  | Piet Keizer                      | Footballeur néerlandais.                                                                                  | 73  |        |
| 10 février  | Hal Moore                        | Lieutenant-général américain.                                                                             | 94  | (en)   |
| 10 février  | Iouri Poïarkov                   | Joueur de volley-ball soviétique, champion et médaillé de bronze olympique (1964, 1968, 1972).            | 80  | (ru)   |
| 10 février  | Gaël Taburet                     | Aviateur français.                                                                                        | 97  |        |
| 10 février  | Tsuyoshi Yamanaka                | Nageur japonais, détenteur de 5 médailles olympiques (1956, 1960 et 1964).                                | 78  | (en)   |
| 11 février  | Djamila Amrane-Minne             | Femme de lettres, poétesse et militante algérienne d'origine française.                                   | 77  |        |
| 11 février  | Chavo Guerrero, Sr.              | Lutteur américain.                                                                                        | 68  | (en)   |
| 11 février  | Vassili Koudinov                 | Joueur soviétique puis russe de handball, champion et médaillé de bronze olympique (1992, 2000, 2004).    | 47  | (ru)   |
| 11 février  | Fab Melo                         | Joueur brésilien de basket-ball.                                                                          | 26  |        |
| 11 février  | Piet Rentmeester                 | Coureur cycliste néerlandais.                                                                             | 78  | (nl)   |
| 11 février  | Jirō Taniguchi                   | Mangaka japonais.                                                                                         | 69  |        |
| 12 février  | Sam Arday                        | Entraîneur de football ghanéen.                                                                           | 71  | (en)   |
| 12 février  | Michel Harvey                    | Joueur canadien de hockey sur glace.                                                                      | 80  |        |
| 12 février  | Al Jarreau                       | Chanteur américain de jazz.                                                                               | 76  |        |
| 12 février  | Anatoli Komaritsyne              | Amiral russe.                                                                                             | 70  | (ru)   |
| 12 février  | Sione Lauaki                     | Rugbyman tongien et néo-zélandais.                                                                        | 35  |        |
| 12 février  | Albert Malbois                   | Évêque catholique français d'Évry-Corbeil-Essonnes (1966-1977).                                           | 101 |        |
| 12 février  | Quentin Moses                    | Joueur américain de football américain.                                                                   | 33  | (en)   |
| 12 février  | Giusto Pio                       | Violoniste et compositeur italien.                                                                        | 91  | (it)   |
| 12 février  | Ren Xinmin                       | Scientifique de l'aérospatiale chinois.                                                                   | 101 | (en)   |
| 12 février  | Luce Vigo                        | Critique de cinéma, fille de Jean Vigo.                                                                   | 85  |        |
| 13 février  | Aage Birch                       | Skipper danois, médaillé d'argent aux Jeux olympiques d'été de 1968.                                      | 90  | (da)   |
| 13 février  | Raymond Dugrand                  | Géographe et urbaniste français.                                                                          | 92  |        |
| 13 février  | Gerald Hirschfeld                | Directeur de la photographie américain.                                                                   | 95  | (en)   |
| 13 février  | Kim Jong-nam                     | Demi-frère de Kim Jong-un, chef d'État de la Corée du Nord.                                               | 45  |        |
| 13 février  | Albert Kühn                      | Footballeur allemand.                                                                                     | 79  | (de)   |
| 13 février  | Ngawangthondup Narkyid           | Homme politique, écrivain et universitaire tibétain.                                                      | 85  | (en)   |
| 13 février  | Seijun Suzuki                    | Réalisateur japonais.                                                                                     | 93  | (en)   |
| 14 février  | Barid Baran Bhattacharya         | Économiste indien.                                                                                        | 71  | (en)   |
| 14 février  | Henri de Bragance                | Infant de Portugal.                                                                                       | 67  | (pt)   |
| 14 février  | Cipriano Chemello                | Coureur cycliste italien, champion du monde (1966, 1968), médaillé de bronze aux Jeux olympiques de 1968. | 71  | (it)   |
| 14 février  | Adrien Duvillard                 | Skieur alpin français.                                                                                    | 82  |        |
| 14 février  | Siegfried Herrmann               | Athlète allemand.                                                                                         | 84  | (de)   |
| 14 février  | Ríkharður Jónsson                | Footballeur puis entraîneur islandais.                                                                    | 87  | (is)   |
| 14 février  | Casimir Wang Milu                | Prélat catholique et dissident chinois.                                                                   | 74  |        |
| 15 février  | Manfred Kaiser                   | Footballeur est-allemand.                                                                                 | 88  | (de)   |
| 15 février  | Gelek Rimpoché                   | Lama tibétain.                                                                                            | 77  | (en)   |
| 16 février  | Josef Augusta                    | Hockeyeur sur glace tchécoslovaque, médaillé d'argent aux Jeux olympiques d'hiver de 1976.                | 70  | (cs)   |
| 16 février  | Dick Bruna                       | Dessinateur néerlandais.                                                                                  | 89  | (nl)   |
| 16 février  | Bengt Gustavsson                 | Footballeur suédois, médaillé de bronze aux Jeux olympiques d'été de 1952.                                | 89  | (sv)   |
| 16 février  | Yannis Kounellis                 | Artiste peintre grec, représentant de l'arte povera.                                                      | 80  | (en)   |
| 16 février  | Richard Pankhurst                | Historien britannique, qui fut professeur à l’université d'Addis-Abeba.                                   | 89  | (en)   |
| 16 février  | Salomon Resnik                   | Psychanalyste et psychiatre argentin.                                                                     | 96  | (es)   |
| 16 février  | George Steele                    | Lutteur américain.                                                                                        | 79  | (en)   |
| 16 février  | Maurice Vander                   | Pianiste français de jazz.                                                                                | 87  |        |
| 16 février  | Ep Wieldraaijer                  | Homme politique néerlandais.                                                                              | 89  | (nl)   |
| 17 février  | Nicole Bass                      | Culturiste et catcheuse (lutteuse professionnelle) américaine.                                            | 52  | (en)   |
| 17 février  | Evangelos Bassiakos              | Homme politique grec.                                                                                     | 63  | (en)   |
| 17 février  | Jérôme Bernardet                 | Journaliste hippique français, fils du journaliste hippique Maurice Bernardet.                            | 61  |        |
| 17 février  | M'hamed Boucetta                 | Homme politique marocain.                                                                                 | 91  |        |
| 17 février  | Tore Eriksson                    | Biathlète suédois, médaillé de bronze aux Jeux olympiques d'hiver de 1968.                                | 79  | (sv)   |
| 17 février  | Jean-Pierre Gouzy                | Journaliste français.                                                                                     | 91  |        |
| 17 février  | Emmanuelle Khanh                 | Styliste française.                                                                                       | 79  |        |
| 17 février  | Robert Michel                    | Homme politique américain.                                                                                | 93  | (en)   |
| 17 février  | Warren Frost                     | Acteur américain.                                                                                         | 91  | (en)   |
| 17 février  | Michael Novak                    | Philosophe américain.                                                                                     | 83  | (en)   |
| 17 février  | Tom Regan                        | Philosophe américain.                                                                                     | 78  | (en)   |
| 17 février  | Peter Skellern                   | Chanteur, auteur-compositeur, pianiste, acteur et prêtre anglican britannique.                            | 69  | (en)   |
| 18 février  | Frank Gotch                      | Médecin américain connu pour ses travaux sur l'adéquation de la dialyse rénale.                           | 90  | (en)   |
| 18 février  | Ivan Koloff                      | Lutteur canadien.                                                                                         | 74  | (en)   |
| 18 février  | Norma McCorvey                   | Militante américaine pour le droit à l'avortement devenue militante pro-vie.                              | 69  |        |
| 18 février  | Michael Ogio                     | Homme politique papou-néo-guinéen, gouverneur général en fonction depuis 2011.                            | 74  | (en)   |
| 18 février  | Nadiya Olizarenko                | Athlète soviétique, championne et médaillée de bronze aux Jeux olympiques d'été de 1980.                  | 63  | (en)   |
| 18 février  | Omar Abdel Rahman                | Théologien islamique égyptien.                                                                            | 78  | (en)   |
| 18 février  | Richard Schickel                 | Journaliste et biographe américain.                                                                       | 84  | (en)   |
| 18 février  | Pasquale Squitieri               | Réalisateur, scénariste et homme politique italien.                                                       | 78  | (it)   |
| 18 février  | Clyde Stubblefield               | Batteur américain.                                                                                        | 73  | (en)   |
| 18 février  | Daniel Vickerman                 | Rugbyman australien.                                                                                      | 37  |        |
| 19 février  | Halaevalu Mataʻaho ʻAhomeʻe (en) | Reine consort de Tonga (1965-2006).                                                                       | 90  | (en)   |
| 19 février  | Néfertari Bélizaire              | Actrice canadienne née en Haïti.                                                                          | 54  |        |
| 19 février  | Xavier Beulin                    | Syndicaliste français.                                                                                    | 58  |        |
| 19 février  | Igor Chafarevitch                | Mathématicien soviétique puis russe.                                                                      | 93  | (en)   |
| 19 février  | Larry Coryell                    | Guitariste américain, pionnier du jazz fusion.                                                            | 73  | (en)   |
| 19 février  | Roger Knobelspiess               | Délinquant devenu acteur et écrivain français.                                                            | 69  |        |
| 19 février  | Danuta Szaflarska                | Actrice polonaise.                                                                                        | 102 | (pl)   |
| 19 février  | Leela Vernon                     | Musicienne bélizienne                                                                                     | 66  | (en)   |
| 19 février  | Bob White                        | Syndicaliste canadien.                                                                                    | 81  | (en)   |
| 19 février  | Chris Wiggins                    | Acteur britannique.                                                                                       | 86  | (en)   |
| 20 février  | Mildred Dresselhaus              | Physicienne américaine.                                                                                   | 86  | (en)   |
| 20 février  | Eric Smith                       | Artiste peintre australien.                                                                               | 97  | (en)   |
| 20 février  | Vitali Tchourkine                | Diplomate russe.                                                                                          | 64  |        |
| 21 février  | Koko Abeberry                    | Militant basque.                                                                                          | 84  |        |
| 21 février  | Kenneth Arrow                    | Économiste américain, co-titulaire avec John Hicks du prix « Nobel d'économie » en 1972.                  | 95  | (en)   |
| 21 février  | Brunella Bovo                    | Actrice italienne.                                                                                        | 84  | (it)   |
| 21 février  | Jeanne Martin Cissé              | Enseignante et femme politique guinéenne.                                                                 | 90  |        |
| 21 février  | Desmond Connell                  | Cardinal irlandais, archevêque émérite de Dublin.                                                         | 90  | (en)   |
| 21 février  | Jean-Pierre Jorris               | Comédien français.                                                                                        | 91  |        |
| 21 février  | Edwin Kessler                    | Météorologue américain, expert en physique des nuages et radar météorologique                             | 88  | (en)   |
| 21 février  | Stanisław Skrowaczewski          | Chef d'orchestre et compositeur polonais puis américain.                                                  | 93  | (en)   |
| 22 février  | David Bárcena Ríos               | Cavalier et pentathlonien mexicain, médaillé de bronze aux Jeux olympiques d'été de 1980.                 | 75  | (es)   |
| 22 février  | Frank Delaney                    | Journaliste et écrivain irlandais.                                                                        | 74  | (en)   |
| 22 février  | Fritz Koenig                     | Sculpteur allemand.                                                                                       | 92  | (de)   |
| 22 février  | Níkos Koúndouros                 | Réalisateur grec.                                                                                         | 90  |        |
| 22 février  | Alexeï Petrenko                  | Acteur soviétique puis russe.                                                                             | 78  | (ru)   |
| 23 février  | Derek Ibbotson                   | Athlète britannique, médaillé de bronze aux Jeux olympiques d'été de 1956.                                | 84  | (en)   |
| 23 février  | Sabine Oberhauser                | Femme politique autrichienne.                                                                             | 53  | (de)   |
| 23 février  | Horace Parlan                    | Pianiste américain de jazz.                                                                               | 86  | (en)   |
| 24 février  | Fumio Karashima                  | Pianiste japonais de jazz.                                                                                | 68  | (ja)   |
| 24 février  | Vito Ortelli                     | Cycliste sur route italien.                                                                               | 95  | (it)   |
| 24 février  | Ren Hang                         | Photographe chinois.                                                                                      | 29  |        |
| 25 février  | Jacques Briend                   | Théologien français.                                                                                      | 84  |        |
| 25 février  | Neil Fingleton                   | Acteur et joueur de basket-ball anglais.                                                                  | 36  | (en)   |
| 25 février  | Carlos Miloc                     | Footballeur puis entraîneur uruguayo-mexicain.                                                            | 85  | (es)   |
| 25 février  | Bill Paxton                      | Acteur et réalisateur américain.                                                                          | 61  |        |
| 26 février  | Katalin Berek                    | Actrice hongroise.                                                                                        | 86  | (hu)   |
| 26 février  | Jay Cronley                      | Journaliste et écrivain américain.                                                                        | 73  | (en)   |
| 26 février  | Ludvig Faddeev                   | Mathématicien et physicien soviétique puis russe.                                                         | 82  | (ru)   |
| 26 février  | Eugene Garfield                  | Scientifique américain.                                                                                   | 91  | (en)   |
| 26 février  | Gerald Kaufman                   | Homme politique britannique.                                                                              | 86  | (en)   |
| 27 février  | France Bastia                    | Femme de lettres belge.                                                                                   | 80  |        |
| 27 février  | Marcel De Corte                  | Footballeur belge.                                                                                        | 87  |        |
| 27 février  | Roswitha Doerig                  | Peintre suisse.                                                                                           | 87  |        |
| 27 février  | Fernand Leredde                  | Éleveur de chevaux français.                                                                              | 85  |        |
| 27 février  | Joseph Mboui                     | Universitaire et homme politique camerounais.                                                             | 78  |        |
| 27 février  | Pierre Pascau                    | Journaliste et animateur de radio canadien.                                                               | 78  |        |
| 27 février  | Carlos Humberto Romero           | Homme politique salvadorien.                                                                              | 92  | (es)   |
| 27 février  | Jórunn Viðar                     | Compositrice islandaise.                                                                                  | 98  | (is)   |
| 27 février  | Alex Young                       | Footballeur puis entraîneur écossais.                                                                     | 80  | (en)   |
| 28 février  | Nicholas Mosley                  | Romancier britannique.                                                                                    | 93  | (en)   |
| 28 février  | Claude Pascal                    | Compositeur français.                                                                                     | 96  |        |
| 28 février  | Vladimir Petrov                  | Hockeyeur sur glace soviétique puis russe, champion olympique (1972, 1976) et médaillé d'argent en 1980.  | 69  | (ru)   |
| 28 février  | Elisabeth Waldheim               | Première dame autrichienne (1986-1992).                                                                   | 94  | (de)   |